# Democrata Party
De Democrata Party, ook wel Partido Democrata, was een politieke partij in de Filipijnen. De partij ontstond op 22 april 1917 na een fusie van de Progresista Party en de Democrata Nacional Party. De president van de Democrata Nacional Party, Teodoro Sandiko werd verkozen tot president van de Democrata Party. De partij behaalde behoorlijke successen. Diverse politici werden door de jaren heen namens de Democrata Party in de Senaat en het Huis van Afgevaardigden gekozen. De partij ontsteeg echter nooit de status van oppositiepartij in het Filipijns parlement. Na de onsuccesvol verlopen verkiezingen van 1931 besloot toenmalig partijpresident Claro Recto aan te sturen op het einde van de partij. Na een partijconventie in oktober 1931 werd de partij uiteindelijk op 31 januari 1932 formeel opgeheven.

## Bekende politici
Bekende politici van de Democrata Party waren onder meer:
- Teodoro Sandiko
- Claro Recto
- Emiliano Tirona